# Blumenbachia dissecta
Blumenbachia dissecta är en brännreveväxtart som först beskrevs av William Jackson Hooker och Arn., och fick sitt nu gällande namn av Weigend och Grau. Blumenbachia dissecta ingår i släktet Blumenbachia och familjen brännreveväxter. Inga underarter finns listade i Catalogue of Life.